# Alisher Usmanov
Alisher Usmanov (Chust, Província Namangan, Uzbequistão, 9 de setembro de 1953) é um oligarca russo, é um dos homens mais ricos da Rússia, com uma fortuna estimada em US$ 14 bilhões.
Alisher Usmanov tem interesses de longo alcance em vários sectores-chave da Rússia. Entre suas atividades são participações em minério de ferro e de aço no gigante Metalloinvest, na operadora de telefonia móvel MegaFon, e na editora Kommersant, um jornal econômico. Foi um dos primeiros investidores do Facebook, ele vendeu suas ações em 2013, mas disse que tem uma participação no grupo Alibaba, a maior empresa de comércio eletrônico do mundo por capitalização de mercado. Ele também é acionista da Arsenal Football Club. Usmanov é também o maior acionista da USM Holdings, da qual detém 48 por cento.